# Masta Killa
Masta Killa (nacido como Elgin Turner el 18 de agosto de 1969 en Brooklyn, Nueva York) es un rapero estadounidense y miembro del grupo Wu-Tang Clan. Ha sido muy prolífico en álbumes de Wu-Tang y de sus respectivos miembros en solitario desde mediados de los 90. Grabó su álbum debut, No Said Date, en 2004, obteniendo buenas críticas.

## Biografía
Masta Killa fue el último miembro en entrar en Wu-Tang Clan (exceptuando al semi-miembro Cappadona); por consiguiente no apareció en el sencillo debut del grupo "Protect Ya Neck", y fue el único miembro del grupo en no estar incluido en la cara B de aquel sencillo, "M.E.T.H.O.D. Man". Fue también el único en no ser un rapero experimentado en el momento de la formación del grupo, siendo GZA su mentor durante sus primeros días con Wu-Tang. Su nombre deriva de la película de kung fu de 1979 titulada Shaolin Master Killer. Masta solo aparece en una canción del álbum debut del grupo, aunque su verso en "Da Mystery Of Chessboxin" está considerado por los fanes como uno de los más memorables. 
Durante la primera ronda de proyectos en solitario de los miembros de Wu-Tang, Masta apareció en varios clásicos como "Winter Warz", "Duel Of The Iron Mic" y "Glaciers Of Ice". Su estilo de rapear por aquel tiempo llamó la atención por ser lento y relajado, en contraste con los estilos más maniacos y poderosos de miembros como Inspectah Deck o Ghostface Killah. Masta es también el miembro del Clan más apasionado a las artes marciales chinas. En el segundo álbum del grupo, Wu-Tang Forever, en 1997, Masta Killa apareció regularmente en todo el doble álbum. 
Masta fue el último miembro en grabar un álbum en solitario, titulado No Said Date, tras haber sido retrasado durante varios años y finalmente siendo lanzado en junio de 2004. El álbum fue críticamente aclamado y anunciado por muchos fanes como un retorno para formar el Clan, y contaba con un sonido nostálgico que recordaba a los álbumes de Wu-Tang de mediados de los 90. Su segundo álbum, Made in Brooklyn, verá la luz este año, y se ha rumoreado que estará producido por Pete Rock, DJ Premier y RZA. "Ringing Bells", producido por Bronze Nazareth, es el primer sencillo.

## Alias
- Jamel Irief (pronunciado Juh-mel I-reef)
- High Chief
- Noodles (de la película Once Upon A Time In America)

## Discografía

### Álbumes
| Año  | Título                                                                  | Posiciones en las listas | Posiciones en las listas | Posiciones en las listas | Certificaciones RIAA |
| Año  | Título                                                                  | U.S. Hot 100             | U.S. R&B                 | U.S. Rap                 | Certificaciones RIAA |
| ---- | ----------------------------------------------------------------------- | ------------------------ | ------------------------ | ------------------------ | -------------------- |
| 2004 | No Said Date - Released: 1 de junio de 2004 - Label: Nature Sounds      | 136                      | 31                       |                          |                      |
| 2006 | Made In Brooklyn - Released: 8 de agosto de 2006 - Label: Nature Sounds | 176                      | 42                       | 23                       |                      |

### Sencillos & EP
- 2003 "No Said Date"
- 2004 "High School"
- 2004 "Old Man" b/w "Silverbacks"
- 2005 "D.T.D." b/w "Queen"
- 2006 "Ringing Bells"
- 2006 "It's What It Is" b/w "Brooklyn King"
- 2007 "Made In Brooklyn"

### Apariciones
- 1995 "Snakes" (del álbum Return To The 36 Chambers: The Dirty Version de Ol' Dirty Bastard)
- 1995 "Glaciers of Ice" & "Wu-Gambinos" (del álbum Only Built 4 Cuban Linx... de Raekwon)
- 1995 "Duel of the Iron Mic" (del álbum Liquid Swords de GZA)
- 1995 "Assassination Day" & "Winter Warz" (del álbum Ironman de Ghostface Killah)
- 1997 "Execute Them" (del compilatorio Wu-Tang Killa Bees: The Swarm)
- 1997 "5 Stars" (del álbum Silent Weapons for Quiet Wars de Killarmy)
- 1997 "Illusions" (del álbum The Last Shall Be First de Sunz Of Man)
- 1998 "Spazzola" (del álbum Tical 2000: Judgement Day de Method Man)
- 1998 "Element Of Surprise" (del álbum Heist Of The Century de La the Darkman)
- 1998 "Resurrection" (del soundtrack He Got Game de Public Enemy)
- 1999 "Mantis" (del álbum Bobby Digital In Stereo de RZA)
- 1999 "Friction" (del álbum Uncontrolled Substance de Inspectah Deck)
- 1999 "The Table" (del álbum Immobilarity de Raekwon)
- 1999 "High Price, Small Reward" & "1112" (del álbum Beneath The Surface de GZA)
- 1999 "Fast Shadow" (de Wu-Tang Clan) & "The Man" (del soundtrack de Ghost Dog: The Way of the Samurai)
- 2000 "Wu Banga 101" (del álbum Supreme Clientele de Ghostface Killah)
- 2001 "Mortal Kombat" (del álbum Body of the Life Force de Afu-Ra)
- 2001 "Brooklyn Babies" (del álbum Digital Bullet de RZA)
- 2002 "Fam (Members Only)" (del álbum Legend of the Liquid Sword de GZA)
- 2003 "Grits", "The Whistle" & "Koto Chotan" (del álbum Birth Of A Prince de RZA)
- 2003 "Always NY" (del álbum Love, Hell & Right de Mathematics)
- 2003 "Musketeers of Pig Alley" (del álbum The Lex Diamond Story de Raekwon)
- 2004 "Chains" (del álbum Die, Rugged Man, Die de R.A. The Rugged Man)
- 2005 "Just The Thought" (del álbum Surrounded By Silence de Prefuse 73)
- 2005 "USA" & "Break That" (del álbum The Problem de Mathematics)
- 2005 "Living Like Dat" (del álbum State Of The Arts de Afu-Ra)
- 2006 "9 Milli Bros." (del álbum Fishscale de Ghostface Killah)
- 2006 "Sound Of The Slums." (del álbum The Resident Patient de Inspectah Deck)
- 2006 "Ringing Bells" (del álbum compilatorio Natural Selection de Nature Sounds)
- 2007 "In The Name Of Allah" (del álbum I de Cilvaringz)
- 2007 "Killa Lipstick" (del álbum The Big Doe Rehab de Ghostface Killah)
- 2008 "The PJ's" (del álbum NY's Finest de Pete Rock)
- 2008 "Attic Sounds Productions" (del álbum Future Legends de J Dot)
- 2008 "Eat Ya Food" (del álbum Chamber #9, Verse 32 de Brooklyn Zu)